# Kathleen Barber
Œuvres principales
- Le Poison de la vérité

Kathleen Barber, née à Galesburg en Illinois, est une romancière américaine.

## Biographie
Kathleen Barber a vécu sa petite enfance à Galesburg (Illinois).
Elle a étudié et a obtenu un diplôme universitaire. Après son diplôme juridique, elle a travaillé pour un avocat à Chicago et à New York.
Elle a quitté le monde juridique pour vivre de sa plume.

## Publications
- Are You Sleeping (2017), publié en France sous le titre Le Poison de la vérité
- Follow Me (2020)